# Табірний провулок (Житомир)
Табірний провулок — провулок в Корольовському районі Житомира.

## Характеристики
Знаходиться на Путятинці. Бере початок від вулиці Володимира Гнатюка. Прямує на північний схід, затим на південний схід. Складної конфігурації на плані. Перетинає річку Малу Путятинку. Завершується на Польовому майдані.

## Історія
Провулок нанесений на плани та мапи міста другої половини ХІХ — початку ХХ століття. Сформувався з дороги, що зв'язувала місто з літніми військовими таборами, розміщеними на теренах нинішнього Східного мікрорайону. Забудова провулка здебільшого сформувалася наприкінці ХІХ — на початку ХХ століття. Решта забудови формувалася упродовж другої половини ХХ століття.
У 1920 — 1930 рр. провулок мав назву українською мовою Лагерний. Пізніше назву приведено відповідно до українського правопису — Табірний.